# Sàng lọc (y tế)

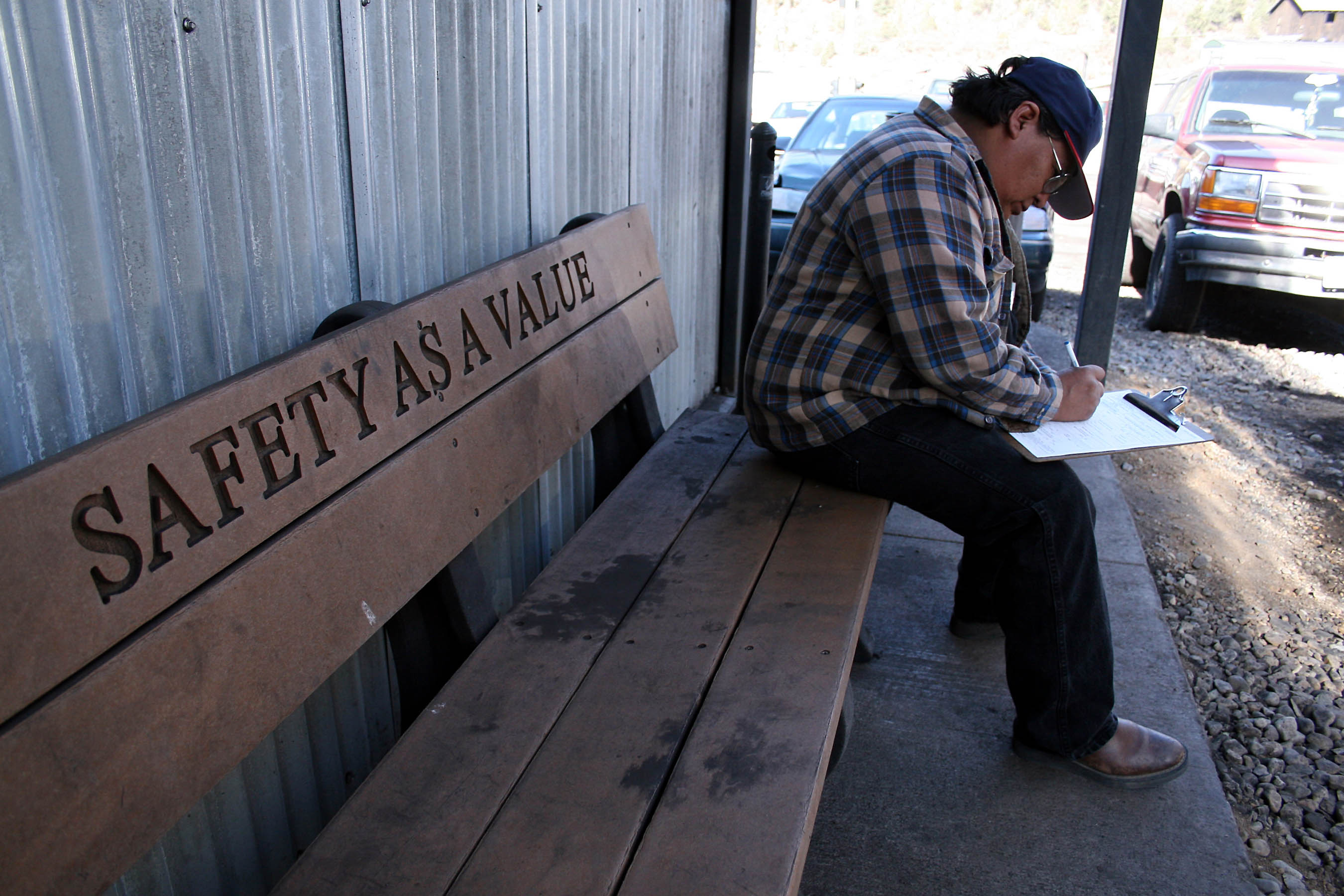
Một người khai thác than hoàn thành một cuộc khảo sát sàng lọc bệnh viêm phổi của thợ than.

Sàng lọc hay tầm soát trong y học, là một chiến lược được tiến hành trong dân số để xác định sự có mặt của một bệnh chưa được chẩn đoán ở những cá nhân không có dấu hiệu hoặc triệu chứng. Bao gồm các cá nhân có tiền triệu chứng hoặc bệnh không có triệu chứng. Như vậy, các xét nghiệm sàng lọc có phần khác biệt ở chỗ là được thực hiện trên những người lành.
Các can thiệp sàng lọc được thiết kế để phát hiện sớm bệnh trong cộng đồng, do đó cho phép can thiệp và quản lý sớm hơn với hy vọng giảm tỷ lệ tử vong và mắc bệnh. Mặc dù sàng lọc có thể dẫn đến chẩn đoán sớm hơn, nhưng không phải tất cả các xét nghiệm sàng lọc đều được chứng minh là có lợi cho người được sàng lọc; chẩn đoán quá mức, chẩn đoán sai và tạo ra cảm giác an toàn sai lầm là một số tác động bất lợi tiềm tàng của sàng lọc. Ngoài ra, một số xét nghiệm sàng lọc có thể bị lạm dụng quá mức không phù hợp. Với những lý do này, một xét nghiệm được thực hiện trong một chương trình sàng lọc, đặc biệt những bệnh có tỷ lệ mắc thấp, phải có độ nhạy cao bên cạnh tính đặc hiệu được chấp nhận.
Một số loại sàng lọc tồn tại: sàng lọc phổ quát bao gồm sàng lọc tất cả các cá nhân trong một danh mục nhất định (ví dụ: tất cả trẻ em ở một độ tuổi nhất định). Phát hiện trường hợp liên quan đến sàng lọc một nhóm người nhỏ hơn dựa trên sự hiện diện của các yếu tố rủi ro (ví dụ, bởi vì một thành viên trong gia đình đã được chẩn đoán mắc bệnh di truyền). Can thiệp sàng lọc không được thiết kế để được chẩn đoán, và thường có tỷ lệ đáng kể của cả hai kết quả dương tính giả và âm tính giả. 